# NGC 198

NGC 198

في الفهرس العام الجديد NGC 198 هي مجرة حلزونية تقع في كوكبة الحوت. اكتشفت في 25 ديسمبر 1790 من قبل ويليام هيرشيل.

## وصلات خارجية
- NGC 198 على موقع ويكي سكاي: DSS2, SDSS, GALEX, IRAS, Hydrogen α, X-Ray, Astrophoto, Sky Map, Articles and images